# Divisione di Bhagalpur
Bhagalpur è una divisione dello stato federato indiano di Bihar, e ha come capoluogo Bhagalpur.
La divisione di Bhagalpur comprende i distretti di Banka e Bhagalpur.